# Larry Birdsong
Lawrence „Larry“ E. Birdsong (* 15. Juni 1934 in Pulaski (Tennessee); † 7. August 1990 in Nashville, Tennessee) war ein US-amerikanischer Rhythm-&-Blues-Sänger.

## Leben und Wirken
Larry Birdsong stammte aus einer musikalischen Familie; als Jugendlicher besuchte er die Pikeville Reformatory School. In dieser Zeit wurde er vom Nashviller Musikpromoter Ted Jarrett entdeckt. Erste Plattenaufnahmen entstanden 1955 mit Louis Brooks and his Hi-Toppers; seine zweite Schallplatte Pleadin' for Love erreichte 1956 #11 der R&B Disc Jockey Charts. Es blieb sein einziger Charterfolg. Birdsong nahm anschließend Titel wie Now That We’re Together für Jarretts Label Calvert Records auf; einer dieser Nummern, Let's Try It Again wurde erfolglos von Decca Records übernommen. 1957 wechselte er zu Vee-Jay Records, jedoch ohne mit den Nummern If You Don't Want Me No More und Goodbye Goodbye in die Charts zu gelangen. Einige dieser Aufnahmesessions fanden in Cosimo Matassas Studio in New Orleans statt; mitwirkende Musiker waren Lee Allen und Red Tyler. 
Nachdem Birdsongs Kontrakt mit Vee-Jay ausgelaufen war, brachte Ted Jarrett einige ältere Titel von ihm 1958/59 auf seinem Label Champion auf den Markt. 1961/62 spielte Birdsong für das Label Home of the Blues in Memphis eine Reihe von Titeln ein, die von Willie Mitchell produziert wurden. Nachdem der kommerzielle Erfolg ausblieb, nahm er erst wieder 1966 für das Label Sur-Sound von Red Wortham auf (If I Could Only Hold Back My Tears/Somebody Help Me (To Find the One That I Love)). Ende der 1960er-Jahre nahm er für Jarretts Ref-O-Ree-Label auf (Digging Your Potatoes). 1981 entstand seine letzte Aufnahme, der Gospel-Titel I Felt Alright.